# NHK-partiet
NHK-partiet (japanska: NHK党?, NHK tō) är ett japanskt enfrågeparti grundat 2013 av Takashi Tachibana. Partiet vill avskaffa TV-licensen för Japans public servicebolag NHK. Partiets slogan är "Förinta NHK!"
Partiet vann sitt första mandat i Japans överhus i överhusvalet den 21 juli 2019 och vann ytterligare ett mandat i överhusvalet 2022. Politikern Hodaka Maruyama som ursprungligen representerade Nippon Ishin i Japans underhus gick med i NHK-partiet 2019 efter att han uteslutits ur Nippon Ishi.

## Historia

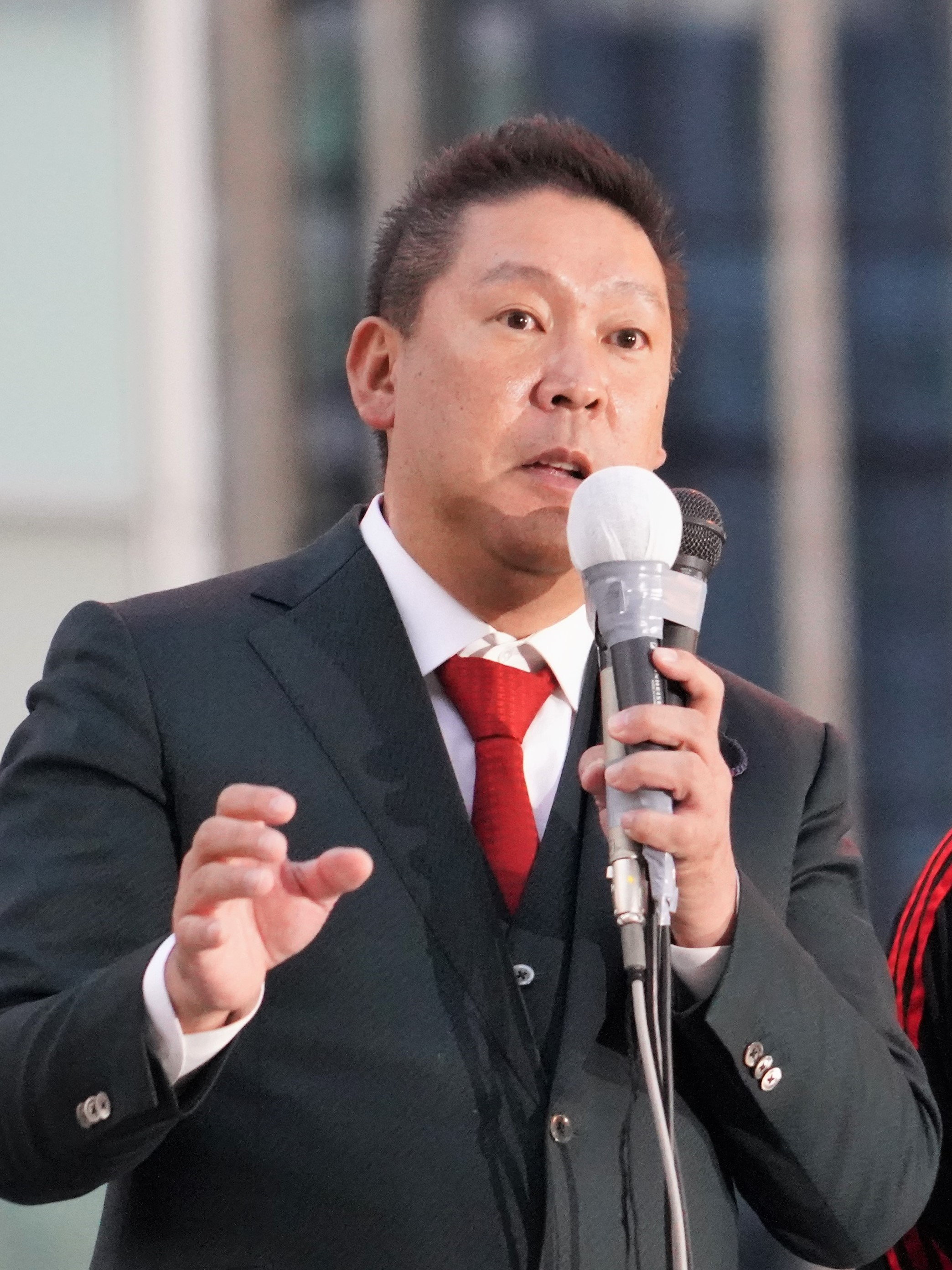
NHK-partiets partiledare Takashi Tachibana 2021.

Partiets grundare Takashi Tachibana arbetade på NHK:s ekonomiavdelning i Tokyo från 1998 fram till 2005. Tachibana läckte information om korruption inom NHK till pressen vilket ledde till att NHK sanktionerade Tachibana. Tachibana lämnade sitt jobb hos NHK 2005. År 2011 startade han en YouTubekanal där han kritiserade NHK och deras metoder för att samla in TV-avgift. Enligt japansk lag måste alla som äger en TV som kan ta emot sändningar från NHK betala TV-avgift. Men lagen beskriver inget straff för personer som bryter mot lagen genom att inte betala. Därför använder sig NHK av indrivare som knackar dörr för att få in pengar. Tachibana hävdar att företagen och personerna som utför indrivningarna har kopplingar till yakuzan. Tachibana har en telefonlinje dit människor kan ringa för att få råd om hur de kan undvika att betala TV-avgift på ett lagligt sätt.
Tachibana använde sig av internet för att sprida information om partiet och dess politiska budskap.

### Namn
Partiet har bytt namn flera gånger.
| Tidpunkt                           | Japanskt namn                       | Översättning                                                                       |
| ---------------------------------- | ----------------------------------- | ---------------------------------------------------------------------------------- |
| 17 juni 2013 - 23 juli 2013        | NHK受信料不払い党                   | NHK TV-licens ickebetalarpartiet                                                   |
| 23 juli 2013 - 21 december 2020    | NHKから国民を守る党                 | Partiet för att skydda folket från NHK                                             |
| 21 december 2020 - 5 februari 2021 | NHKから自国民を守る党               | Partiet för att skydda vårt folk från NHK                                          |
| 5 februari 2021 - 17 maj 2021      | NHK受信料を支払わない方法を教える党 | Partiet som lär ut hur man undviker att betala NHK TV-licens                       |
| 17 maj 2021 - 28 juni 2021         | 古い政党から国民を守る党            | Partiet för att skydda folket från gamla politiska partier                         |
| 28 juni 2021 - 21 juli 2021        | 嵐の党                              | Stormpartiet                                                                       |
| 21 juli 2021 - 20 januari 2022     | NHKと裁判してる党弁護士法72条違反で | Partiet som drar NHK inför domstol för att ha brutit mot artikel 72 i advokatlagen |
| 20 januari 2022 - 24 april 2022    | NHK受信料を支払わない国民を守る党   | Partiet som skyddar dem som inte betalar NHK TV-licens                             |
| 24 april 2022-                     | NHK党                               | NHK-partiet                                                                        |

## Politik
Partiet förespråkar att NHK:s sändningssignal krypteras så att enbart personer som väljer att titta på NHK:s kanaler behöver betala. Takashi Tachibana förespråkar direktdemokrati och partiet har en webbsida för att samla in åsikter från partimedlemmar.